# Gerbilliscus guineae
Gerbilliscus guineae — вид гризунів, поширених у Буркіна-Фасо, Гамбії, Гані, Гвінеї, Гвінеї-Бісау, Кот-д'Івуарі, Малі, Сенегалі, Сьєрра-Леоне та, можливо, у Ліберії. Його природними середовищами існування є субтропічні чи тропічні сухі ліси, сухі савани, скелясті райони та орні землі, але в основному він зустрічається на латеритних або глинистих ґрунтах, із змінною кількістю рослинності та густих чагарників. Цей вид описується як звичайний, має стабільну популяцію та широке поширення, тому Міжнародний союз охорони природи оцінив його природоохоронний статус як «найменше занепокоєний».

## Опис
Gerbilliscus guineae — досить велика піщанка, довжина голови й тулуба якої становить ≈ 150 мм, а хвіст — ≈ 175 мм. Голова має злегка закруглену морду, великі очі і трохи подовжені вуха. Верхня частина тіла сірувато-бура, окремі волоски мають темно-сіру основу, помаранчеві або коричневі стрижні та чорні кінчики. Голова і боки блідіші, волосся без темних кінчиків. Нижня частина, включаючи підборіддя, горло, внутрішня сторона кінцівок, передні лапи і верхня сторона задніх лап, білі. Є чіткий розподіл між дорсальним і черевним забарвленням. Хвіст добре запушений і двоколірний, темний зверху і блідий знизу, з пучком довгого темного волосся на кінчику.

## Екологія
Gerbilliscus guineae веде нічний спосіб життя. Він викопує досить складну систему нір, яка заглиблюється до 50 см. Розмір виводку в середньому чотири або п'ять.